# أفيبقطس خربقي
الأفيبقطس الخربقي (باللاتينية: Epipactis helleborine) نوع نباتي ينتمي إلى جنس الأفيبقطس من الفصيلة السحلبية.

## الموئل والانتشار
موطن هذا النوع بلاد الشام والمغرب العربي وقبرص وتركيا والقوقاز وكل مناطق أوروبا تقريبًا.

## مرادفات للاسم العلمي
- (باللاتينية: Serapias helleborine L.)
- (باللاتينية: Amesia consimilis (D.Don) A.Nelson & J.F.Macbr.)
- (باللاتينية: Amesia discolor (Kraenzl.) Hu)
- (باللاتينية: Amesia latifolia (L.) A.Nelson & J.F.Macbr.)
- (باللاتينية: Amesia longibracteata Schweinf.)
- (باللاتينية: Amesia monticola (Schltr.) Hu)
- (باللاتينية: Amesia pycnostachys (K.Koch) A.Nelson & J.F.Macbr.)
- (باللاتينية: Amesia squamellosa (Schltr.) Hu)
- (باللاتينية: Amesia squamellosa (Schltr.) C. Schweinf.)
- (باللاتينية: Amesia tenii (Schltr.) Hu)
- (باللاتينية: Amesia yunnanensis (Schltr.) Hu)
- (باللاتينية: Calliphyllon latifolium (L.) Bubani)
- (باللاتينية: Cymbidium latifolium (L.) Sw.)
- (باللاتينية: Epipactis atroviridis Linton)
- (باللاتينية: Epipactis consimilis D.Don)
- (باللاتينية: Epipactis dalhousiae Wight)
- (باللاتينية: Epipactis discolor Kraenzl.)
- (باللاتينية: Epipactis gutta-sanguinis Arv.-Touv.)
- (باللاتينية: Epipactis herbacea Lindl.)
- (باللاتينية: Epipactis intrusa Lindl.)
- (باللاتينية: Epipactis intrusa (Lindl.) Karth.)
- (باللاتينية: Epipactis kezlinekii Batouek)
- (باللاتينية: Epipactis latifolia (L.) All.)
- (باللاتينية: Epipactis ligulata Hand.-Mazz.)
- (باللاتينية: Epipactis macrostachya Lindl.)
- (باللاتينية: Epipactis magnibracteata C.Schweinf.)
- (باللاتينية: Epipactis monticola Schltr.)
- (باللاتينية: Epipactis nephrocordia Schltr.)
- (باللاتينية: Epipactis ohwii Fukuy.)
- (باللاتينية: Epipactis ovalis Bab.)
- (باللاتينية: Epipactis voethii Robatsch)
- (باللاتينية: Epipactis youngiana A.J.Richards & A.F.Porter)
- (باللاتينية: Epipactis yunnanensis Schltr.)
- (باللاتينية: Epipactis zirnsackiana Riech.)
- (باللاتينية: Helleborine atroviridis (Linton) F.Hanb.)
- (باللاتينية: Helleborine latifolia (L.) Moench)